# Ferrari F355
El Ferrari F355 es un automóvil deportivo biplaza de dos puertas con motor central-trasero montado longitudinalmente y de tracción trasera, construido por el fabricante italiano Ferrari entre los años 1994 y 1999. Es la evolución del 348 y, a su vez, fue reemplazado por el 360 Modena.
Siguiendo la estela de sus antecesores, el F355 ha sido un coche relativamente bastante común, teniendo en cuenta que es un Ferrari, habiéndose construido un total de 11 273 unidades.

## Historia
Fue un gran paso en la evolución de la saga que procede del antiguo Dino, dejó a su antecesor el 348tb como una máquina desfasada, e incluso su sustituto el 360 Modena sufría para desmarcarse del 355. Muchas personas no valoran a este modelo, ya que es uno de los más comunes y, como a casi todos los Ferrari de mediana edad, se le menosprecia por ser más económico, tanto de los nuevos como de los antiguos.

## Nomenclatura
En el caso del F355, la nomenclatura no sigue la fórmula utilizada por Ferrari en sus modelos anteriores, es decir, la cilindrada y el número de cilindros. En este caso se usó también la capacidad de su V8, pero en vez del número de cilindros, usaron la cantidad de válvulas de cada uno. Así, con un 3495 cm³ (3,5 L; 213,3 plg³) y cinco válvulas por cilindro, su nombre es "F355".
En los 355 con transmisión F1 se descontinúa el uso de la "F" inicial, ya que F355 F1 sonaba redundante y no tenía sentido, quedando finalmente como 355 F1 la nomenclatura para estos modelos.

## Mecánica

### Motor y desempeño

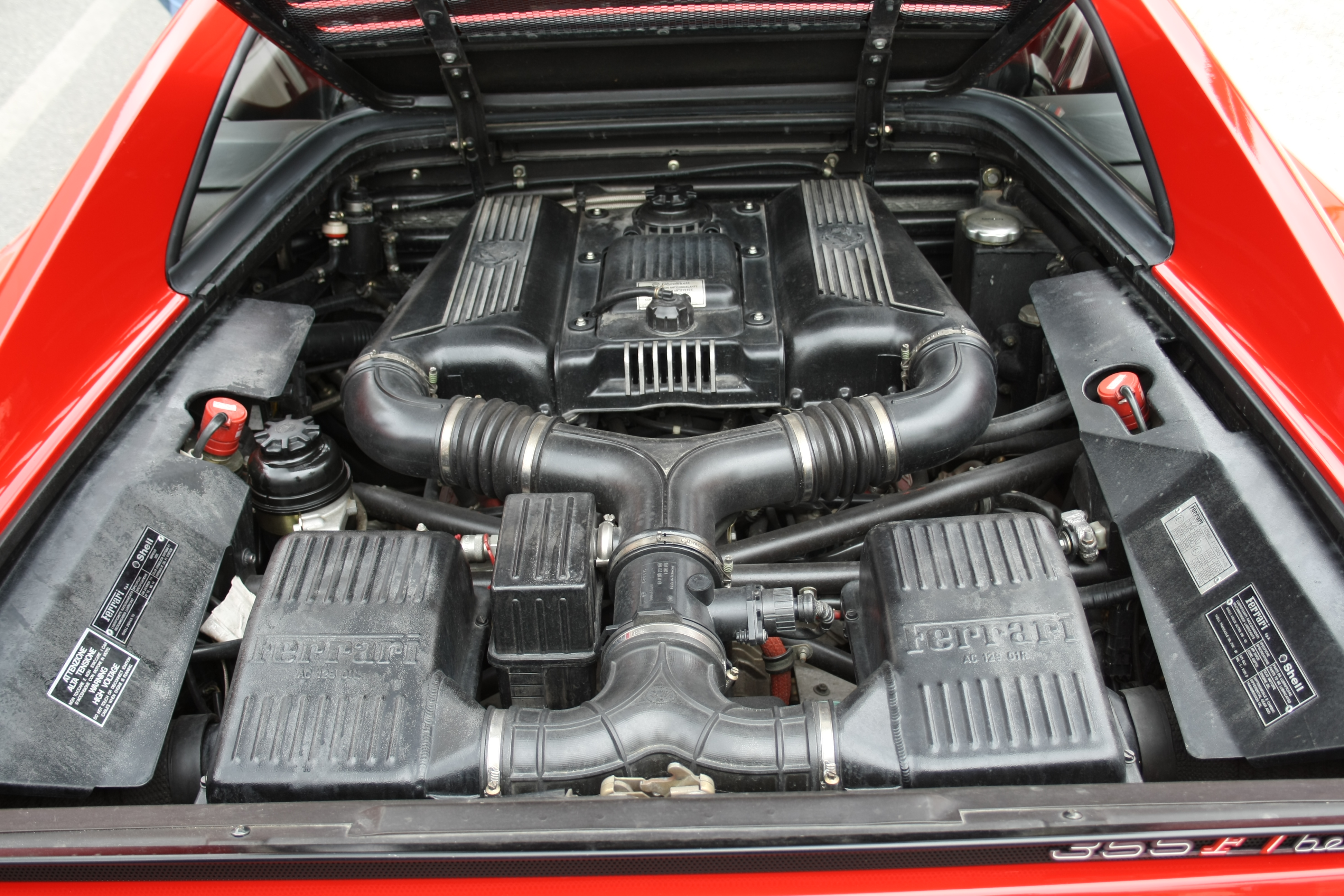
Motor del Berlinetta.

Técnicamente fue un gigantesco paso adelante de los 320 CV (316 HP; 235 kW) de su antecesor a 380 CV (375 HP; 279 kW) en el nuevo y su sustituto solamente le superaba por 20 CV (14,7 kW) con sus 400 CV (395 HP; 294 kW). Más importante que la cifra de potencia, es que fue el modelo que introdujo definitivamente los muy altos regímenes en Ferrari. Su potencia máxima se encontraba pasadas las 8000 rpm y rozaba las 9000 rpm de régimen máximo (línea roja), con lo que lograba una potencia específica altísima de 108,7 CV/litro. Este aumento de potencia se consiguió con solamente 0.1 litro extra de cilindrada, con un  diámetro x carrera de 85 x 77 mm (3,35 x 3,03 pulgadas).
Tiene como características destacables sus 295 km/h (183 mph) de velocidad máxima y su 0 a 100 km/h (0 a 62 mph) en 4.7 segundos que se conseguían conservando el estilo clásico de la marca, con unas grandes entradas de aire a los lados, motor central-trasero y una “mesa de día de campo” encima del motor con mucha rejilla. Es una forma muy explotada y que funciona a la perfección.
Está equipado con un motor V8 a 90° Dino Tipo F129B y Tipo F129C naturalmente aspirado, con una relación de compresión de 11.0:1, alimentado vía inyección electrónica con ECU Bosch Motronic M2.7 y sistema de lubricación por cárter seco, que desarrolla una potencia máxima de 380 CV (375 HP; 279 kW) a las 8250 rpm y un par máximo de 37 kg·m (363 N·m; 268 lb·pie) a las 6000 rpm. La principal diferencia de este V8 respecto al del 348, además del incremento de la cilindrada de 3405 a 3495 cm³ (3,4 a 3,5 litros), es el uso de una distribución con doble (DOHC) árbol de levas a la cabeza y cinco válvulas por cilindro, que le dio un notable aumento de potencia.

### Transmisión
Venía equipado con una transmisión manual de seis velocidades, o bien, una manual automatizada F1 también de seis velocidades, la última novedad en este modelo con la introducción de la opción secuencial con paletas de cambio detrás del volante, donde la derecha sube marcha y la izquierda baja, la cual es derivada directamente de la Fórmula 1, de ahí su denominación F1.
| 1.ª  | 2.ª  | 3.ª  | 4.ª  | 5.ª  | 6.ª   | Reversa | Final |
| ---- | ---- | ---- | ---- | ---- | ----- | ------- | ----- |
| 3.07 | 2.16 | 1.61 | 1.27 | 1.03 | 0.838 | 3.47    | 4.34  |

## Versiones
En el momento de su lanzamiento se vendían dos versiones: el Berlinetta y el GTS. Más adelante, en 1995 fue introducido el modelo Spider. Finalmente, en 1998 se introdujo la versión F1 que traía mejoras mecánicas añadiéndose un sobreprecio de 6000 ₤.

### Berlinetta

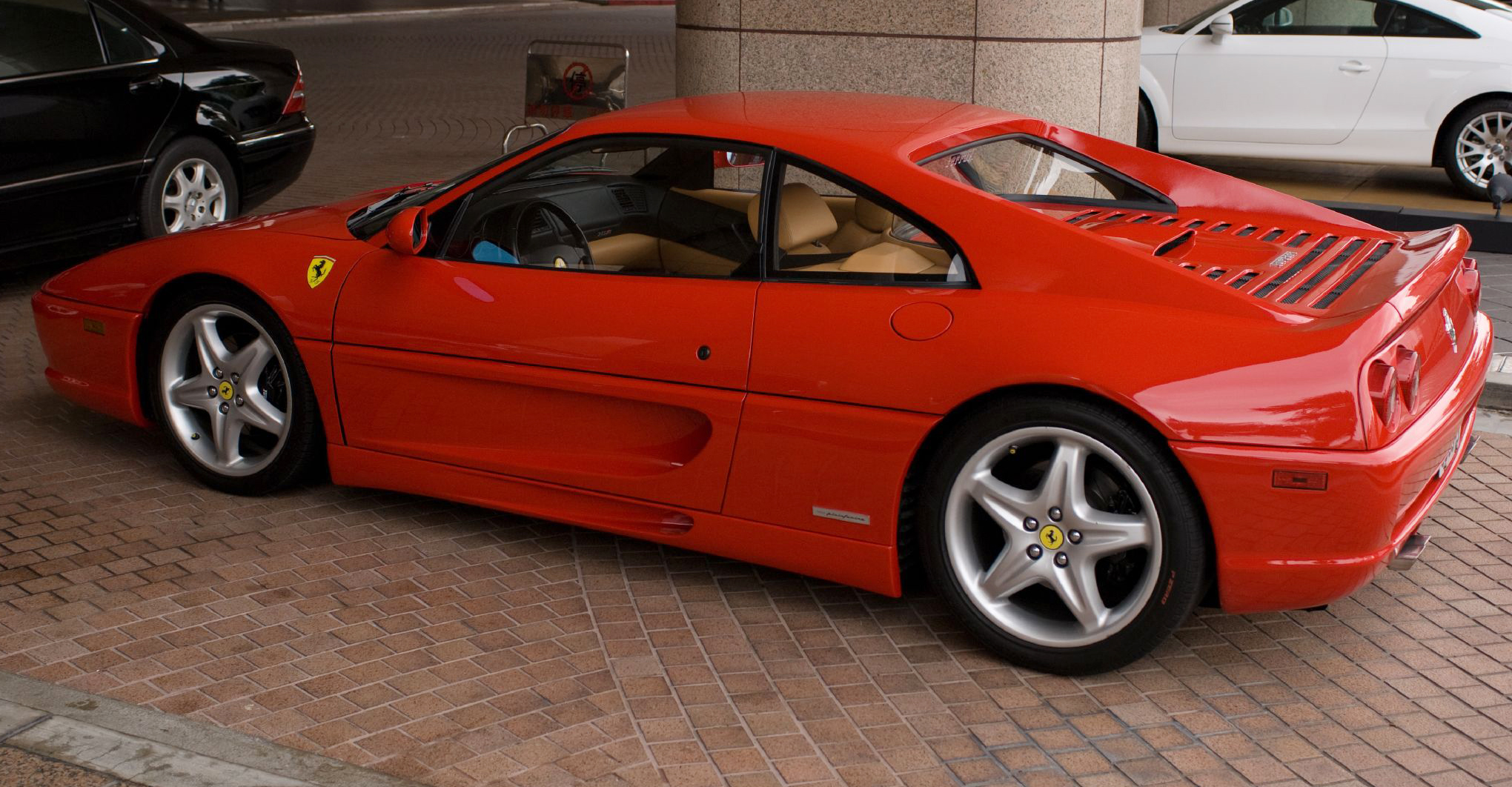
Vista lateral del Berlinetta en Taipéi.

El modelo Berlinetta se introdujo en mayo de 1994 como el primero de la serie F355. Inicialmente, la transmisión manual de seis velocidades era la única disponible. Sin embargo, en 1997, el Berlinetta fue el primer coche de calle en ser equipado con la innovadora caja de cambios F1, derivada directamente de la Fórmula 1, donde hizo su debut ganando el Gran Premio de Brasil de 1989; el sistema electro-hidráulico es controlado por paletas detrás del volante.
La nueva transmisión garantiza cambios de marcha rápidos, con la ventaja adicional de que las dos manos del piloto podrían permanecer en el volante en todo momento.
Ferrari produjo 4871 modelos Berlinetta durante todo el ciclo de producción, de los cuales 3829 estaban equipados con el transmisión manual de seis velocidades y 1042 fueron con la transmisión F1.

### Spider
El F355 Spider apareció en 1995, sus líneas fueron perfeccionadas por Pininfarina durante 1800 horas en el túnel de viento, lo que dio lugar a un estilo elegante y un gran rendimiento aerodinámico.
Por primera vez en un Ferrari, el techo retráctil semiautomático era accionado electrónicamente.
Inicialmente, se ofrecía con la transmisión manual de seis velocidades. En 1997, se ofrece con la transmisión F1 opcionalmente.
El Spider resultó ser el segundo modelo del F355 más popular, con una producción total de 3717 unidades, de las cuales 2664 fueron producidos con la transmisión manual de seis velocidades y otras 1053 producidas con la transmisión F1.

### GTS

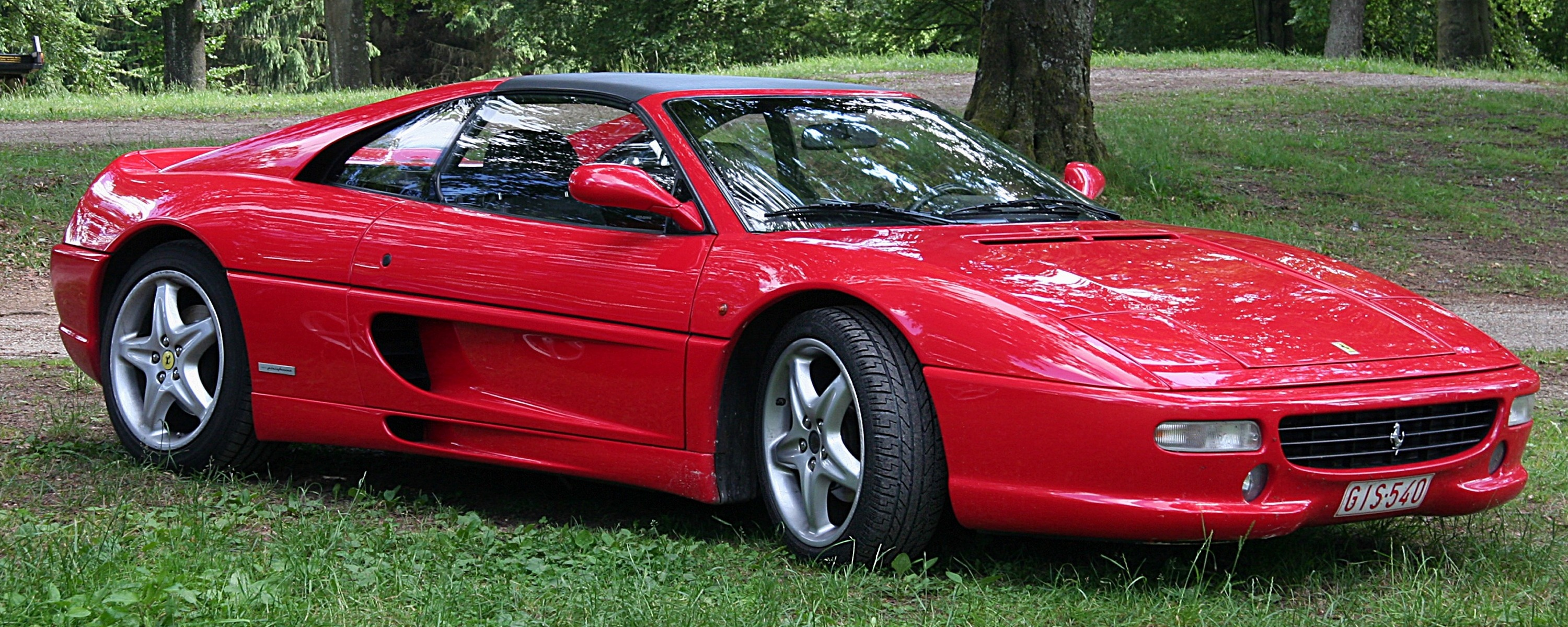
Versión GTS.

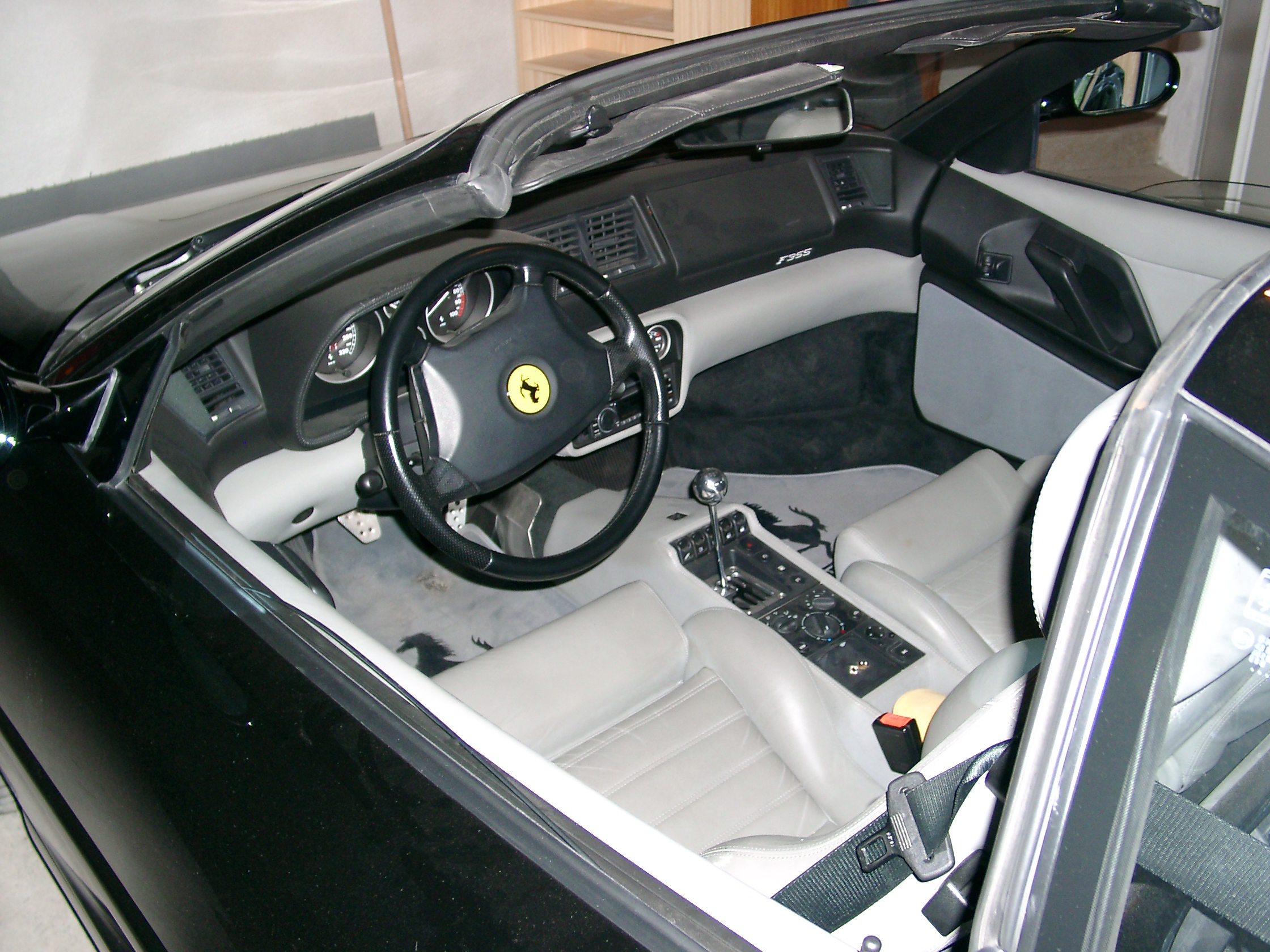
Interior del GTS.

En 1995, Ferrari introdujo el modelo GTS a la familia F355. El modelo GTS está basado en el Berlinetta, pero ofrece un techo estilo "targa" o techo duro desmontable, que puede ser guardado detrás de los asientos. El resto de las especificaciones eran idénticas al Berlinetta. Se produjeron un total de 2577 modelo GTS, 2048 con la transmisión manual de seis velocidades y otros 529 con la transmisión F1. Este fue el último modelo Targa producido por Ferrari.

### Challenge
En 1995 Ferrari introdujo el modelo F355 Challenge para su uso en el Ferrari Challenge. El modelo Ferrari F355 Challenge fue creado partiendo del Ferrari F355 Berlinetta estándar y modificándolo con un paquete, el cual requiere 110 horas para ser instalado, e incluye los siguientes componentes y modificaciones:
- Embrague de competición.
- Cremallera de dirección rápida.
- Volante de competición.
- Escapes ligeros.
- Jaula de seguridad.
- Asientos de competición.
- Arneses de seguridad.
- Extintor de incendios.
- Control manual del ventilador del radiador, ventiladores mejorados.
- Alerón trasero de fibra de carbono.
- Frenos Brembo de 14 pulgadas (35,6 cm).
- Ruedas Speedline 18 pulgadas (45,7 cm).
- Neumáticos slicks de competición Pirelli.
- Conductos de refrigeración de frenos delanteros y traseros.
- Rejilla trasera Challenge negra.
- Defensa delantera aligerada.
- Ganchos de remolque delanteros y traseros.

El F355 Challenge comparte el mismo rendimiento del V8 y las dimensiones que el original. Fueron producidos 108, todo ello con la transmisión manual de seis velocidades, excepto uno que estaba equipado con una caja de cambios F1 para un cliente discapacitado. Cada F355 Challenge tiene un emblema en la parte trasera que lo identifica.

### Serie Fiorano
Para indicar el final de la producción del modelo F355, del cual se iban a producir inicialmente 100 unidades, pero Ferrari eventualmente construyó un total de 104 con la denominación "Serie Fiorano", el coche se introdujo en el Salón del Automóvil de Ginebra en marzo de 1999, junto con el nuevo 360 Modena. Estas variantes son ligeramente inferiores al modelo estándar con un paquete de manejo especial. Los coches de la Serie Fiorano son con carrocería Spider y pueden ser fácilmente identificados por la placa del número en el panel de instrumentos.

## En la cultura popular
Ha aparecido en varias series de videojuegos de carreras, tales como: Need for Speed, Ferrari F355 Challenge, Forza, entre otros.
También aparece un modelo amarillo en el videoclip de la canción "Araba", interpretada por Mustafa Sandal.